# Semantic Error (phim truyền hình)
Semantic Error (tiếng Hàn: 시맨틱 에러; Romaja: Simaentik Ereo) là một bộ phim truyền hình trực tuyến Hàn Quốc 2022 dựa trên bộ truyện novel của Jeosoori, với diễn viên chính Park Seo-ham và Park Jae-chan (Dongkiz). Nó được phát sóng vào ngày 16 tháng 2 năm 2022 trên Watcha.
Phiên bản điện ảnh của loại phim, Semantic Error: The Movie (Lỗi logic), khởi chiếu tại Hàn Quốc vào tháng 8 năm 2022 và tại Việt Nam từ ngày 16 tháng 9 năm 2022.

## Nội dung
Chu Sang Woo (Park Jae-chan) là một sinh viên chuyên ngành khoa học máy tính với tính cách kỷ luật, cứng nhắc và đặt sự đúng đắn luôn là trên hết. Anh được yêu cầu làm việc nhóm trong một dự án nghệ thuật, nơi mà nhóm cần phải vượt qua bài thuyết trình cuối cùng để đạt tốt nghiệp. Nhưng phần lớn thành viên nhóm – những người anh chưa hề biết – đã quyết định để anh làm toàn bộ công việc một mình, anh đã quyết định gạch tên họ và thuyết trình nộp một mình.
Nhưng anh không hề biết rằng việc này đã ảnh hưởng đến quyết định tốt nghiệp của sinh viên năm cuối là Jang Jae Young (Park Seo-ham), chuyên ngành thiết kế và là đối cực của Chu Sang Woo. Anh ta phong cách, yêu đời, và cực kỳ nổi tiếng. Nhưng khi phần tên trong dự án bị loại ra, kế hoạch du học của anh ta cũng biến mất. Anh tìm kiếm Chu Sang Woo và hành hạ tinh thần. Nhưng khi cả hai bắt đầu làm việc cùng nhau, thì mọi chuyện lại chuyển sang hướng khác.

## Diễn viên

### Chính
- Park Seo-ham vai Jang Jae-young[6]
- Park Jae-chan vai Chu Sang-woo[7]

### Vai phụ
- Kim Noh-jin vai Ryu Ji-hye
- Cha Jae-hoon vai Lee Dong-gun
- Song Ji-oh vai Choi Yu-na
- Kim Won-ki vai Go Hyeong-taek
- Jung Joon-gyo vai Ted Hyung

### Khách mời
- Lee Kyoung Yoon vai phục vụ (tập 5)
- Kim Jong-hyeong vai khách hàng (tập 5)
- Kim Se-hyeon vai khách hàng (tập 5)
- Jeon Min-gyu vai khách hàng (tập 5)
- Ryu Gi-seok vai khách hàng (tập 5)

## Nhạc phim
| Phát hành ngày 16 tháng 2 năm 2022 | Phát hành ngày 16 tháng 2 năm 2022 | Phát hành ngày 16 tháng 2 năm 2022 | Phát hành ngày 16 tháng 2 năm 2022 | Phát hành ngày 16 tháng 2 năm 2022 | Phát hành ngày 16 tháng 2 năm 2022 |
| STT                                | Nhan đề                            | Phổ lời                            | Phổ nhạc                           | Nghệ sĩ                            | Thời lượng                         |
| ---------------------------------- | ---------------------------------- | ---------------------------------- | ---------------------------------- | ---------------------------------- | ---------------------------------- |
| 1.                                 | "Romantic Devil"                   | Coldin                             | Seo Won Jin 서원진                 | Coldin                             | 3:07                               |
| 2.                                 | "Romantic Devil" (Inst.)           |                                    | Seo Won Jin 서원진                 |                                    | 3:07                               |
| Tổng thời lượng:                   | Tổng thời lượng:                   | Tổng thời lượng:                   | Tổng thời lượng:                   | Tổng thời lượng:                   | 6:14                               |

## Giải thưởng và đề cử
| Giải thưởng                           | Năm  | Thể loại                           | Đề cử / Tác phẩm              | Kết quả   | Ref.          |
| ------------------------------------- | ---- | ---------------------------------- | ----------------------------- | --------- | ------------- |
| APAN Star Awards                      | 2022 | Giải cặp đôi xuất sắc              | Park Jae-chan và Park Seo-ham | Đoạt giải | [ 10 ]        |
| APAN Star Awards                      | 2022 | Giải ngôi sao phổ biến (diễn viên) | Park Jae-chan                 | Đoạt giải | [ 10 ]        |
| APAN Star Awards                      | 2022 | Diễn viên mới xuất sắc             | Park Seo-ham                  | Đề cử     | [ 11 ]        |
| Giải thưởng Truyền hình Rồng Xanh     | 2022 | Diễn viên mới xuất sắc             | Park Jae-chan và Park Seo-ham | Đề cử     | [ 12 ] [ 13 ] |
| Giải thưởng Truyền hình Rồng Xanh     | 2022 | Giải ngôi sao phổ biến             | Park Jae-chan và Park Seo-ham | Đoạt giải | [ 14 ]        |
| Brand of the Year Awards              | 2022 | Idol diễn xuất của năm (Nam)       | Park Jae-chan                 | Đoạt giải | [ 15 ]        |
| Giải thưởng Truyền hình Quốc tế Seoul | 2022 | Idol K-Pop vượt trội               | Park Jae-chan                 | Đề cử     | [ 16 ]        |
| Giải thưởng Truyền hình Quốc tế Seoul | 2022 | Diễn viên Hàn Quốc vượt trội       | Park Jae-chan                 | Đề cử     | [ 16 ]        |
| Giải thưởng Truyền hình Quốc tế Seoul | 2022 | Diễn viên Hàn Quốc vượt trội       | Park Seo-ham                  | Đề cử     | [ 16 ]        |
| Giải thưởng Truyền hình Quốc tế Seoul | 2022 | OST nhạc phim Hàn Quốc vượt trội   | Romantic Devil - Coldin       | Đề cử     | [ 16 ]        |